# Gregory Horror Show (série télévisée d'animation)
 (avril 2009).
Gregory Horror Show est une série animée japonaise en 3D créée par Naomi Iwata qui n'est jamais sortie en France.
Un jeu vidéo de survival horror du même nom, sorti en 2003 sur PlayStation 2, s'en inspire.
Une autre adaptation en manga moins fidèle s'axant sur l'évolution psychologique d'un héros dans la Gregory House est également sorti au Japon.

## Histoire
Les deux premières saisons saisons se déroulent à la première personne, à travers les yeux d'un humain perdu sans savoir comment dans une forêt, et qui tombe sur un hôtel effrayant, la Gregory House, où il est obligé de passer la nuit. Il y est accueilli par Gregory, une souris délabrée au strabisme divergent, qui fait alors tout pour l'empêcher de partir. Bien évidemment, les résidents permanents de l'hôtel ne sont pas plus rassurants... 
Dans la troisième saison, Gregory par en voyage à bord du Dernier Train, aussi effrayant que l'hôtel. 
Une quatrième saison plus courte montre un spin-off se déroulant dans un hôpital apparemment en lien avec la Gregory House. 
Dans la série animée, beaucoup d'éléments restent mystérieux, laissant au spectateur le loisir d'imaginer une explication. 

### Personnages
Par ordre d'apparition :
Gregory : Le maître d'hôtel et personnage principal de la série. Il adore tourmenter les pensionnaires de son établissement en leur assenant des vérités crues, souvent dans le but de leur faire abandonner tout espoir de quitter l'hôtel. Il a l'habitude de rire pour lui-même à chacune de ses blagues sinistres. On ne sait finalement que peu de choses sur lui : il semble contrôler le monde parallèle que forme l'hôtel et ses environs, mais il lui arrive souvent d'être tyrannisé par sa mère ou de mourir à cause d'un résident. Dans la troisième saison, on apprend qu'il est un élément nécessaire à l'existence même de la Gregory House.
Doublé par Dave Pettit (version anglaise) et par Fūrin Cha (version japonaise).
Judgment Boy : un personnage très étrange ressemblant à une balance de la justice : à chaque extrémité de ses bras pendent des cages contenant d'un côté un joyau en forme de cœur symbolisant l'amour, de l'autre une pépite d'or sculptée en forme du symbole dollar pour l'argent ; il porte un chapeau pointu accroché à un rail sous lequel il se déplace, et ses pieds sont remplacés par une chaîne à laquelle est accrochée deux poids de 5 tonnes. Il juge le gens qu'ils croise en leur exposant une situation délicate et cornélienne, à laquelle son locuteur doit simplement répondre ce qu'il ferait dans ce cas ; puis il tournoie pour découvrir la vérité. Si le jugé dit la vérité, Judgement Boy lâche le dollar qui éclate par terre, et se met à pencher du côté du cœur, sinon il fait l'inverse. Il repart alors comme si de rien n'était, disant juste au jugé qu'il devra vivre avec son choix.Il longe inlassablement le parcours de son rail en chantonnant en boucle "Savez-vous qui je suis ? On m'appelle Judgement Boy !".
Doublé par Sean Brodhurst (version anglaise) et par Naochika Hayashida (version japonaise) ; il a eu trois doubleurs différents, dont le même que celui de Cactus Gunman.
Neko Zombie : un mystérieux chat zombifié et couvert de cicatrices enfermé dans une cellule, résigné à ne plus pouvoir s'échapper (il dit lui-même que "rien ne m'attend dehors"). Gregory raconte que ses cicatrices viennent de "quelqu'un" (probablement Gregory lui-même) qui a cousu ses yeux, ses oreilles et sa bouche un soir d'orage, après avoir tué toute la famille du chat. Pour cette raison, Neko vient souvent en aide au héros, afin de prendre sa revanche sur la souris. C'était auparavant un magnifique animal. Son T-shirt porte l'inscription "Jack Ketch", nom d'un bourreau anglais célèbre.
Doublé par Kris Rundle (version anglaise) et par Nao Nagasawa (version japonaise)
```
Lost Doll
 :  : Une petite fille qui pleure tout le temps, cherchant désespérément sa poupée. Elle ne sait malheureusement pas qu'elle est elle-même la poupée en question. Elle a deux visages, chacun à l'opposé de sa tête à la manière du dieu 
Janus
, qui contrôlent tour à tour le corps : celui de la fillette, et un visage bleu correspondant à la personnalité dangereuse de sa poupée. Bien qu'ils ne soient pas visibles, il est possible de couper les fils qui l'animent, elle redevient alors momentanément une poupée normale (avec deux visages tout de même).
```

Doublée par Carol Ann Day (version anglaise) et par Naoko Matsui (version japonaise)
```
Hell's Chef
 : Cuisinier de l'hôtel, il sert néanmoins également le Dernier Train et l'hôpital de la quatrième saison. Son col et sa toque cachent son visage dont on ne voit que les yeux, rouges et luisants. Il parle d'une voix d'outre-tombe. La flamme au sommet de sa toque la fait fondre à la manière d'une bougie; on peut d'ailleurs supposer qu'il est un 
golem
 de cire puisqu'il se fige dès que cette flamme s'éteint et qu'il fond totalement lors d'un incendie. Il porte toujours un couteau gigantesque pouvant couper des os d'éléphant comme du beurre. Il a tendance à s'en servir plus sur ses invités que sur sa nourriture... puisqu'il tue et cuisine toute personne refusant de manger sa nourriture (même si ce n'est que par manque d'appétit) ! Il est tellement fier de ses "talents culinaires" qu'il ne mange que sa propre nourriture. Il déteste la fumée, et tout particulièrement les cigarettes, car fumer dénature le sens du goût et empêche d'apprécier ses talents...Il s'entend très bien avec Gregory. 
```

Doublé par Byron Close(version anglaise) et par Ryuzaburo Otomo (version japonaise)
Catherine : Personnage très populaire de la série (saison lui consacrée, ainsi qu'à son travail dans un hôpital non loin de la Gregory House, intitulée Gregory Horror Show : The Bloody Karte). Cette femme est un grand lézard rose, habillée en infirmière. Elle adore aspirer le sang des hommes qu'elle rencontre avec sa seringue géante, pour en apprécier la chaleur (peut-être parce que le sien est froid?). Bien qu'elle semble d'abord freelance, elle est en fait sous la direction du Dr. Fritz (ce qui ne l'empêche pas de se comporter avec lui comme avec n'importe qui d'autre...).
Doublée par Elinor Holt(version anglaise) et par Ayana Inoue (version japonaise)
Mummy Papa et Mummy Dog. Deux chiens momies. Ils ont chacun une arme plantée dans le crâne, un sabre pour le père et une hache pour le fils. Hypocondriaques assumés, ils se plaignent surtout de maux de tête inexpliqués... À part leurs jérémiades, les maladies qu'ils disent subir ne leur infligent aucun désagrément, pas plus que les médicaments souvent empoisonnés qu'ils absorbent. On apprend dans la quatrième saison que leurs cœurs ne battent même plus...
Cactus Gunman : Un homme cactus portant un poncho et un sombrero. Très impulsif, il joue souvent le cow-boy révolutionnaire recherché par toutes le milices du pays. En réalité, il est totalement trouillard. Il ne sait absolument pas viser et rate très souvent sa cible... Il cherche néanmoins toujours à faire un duel avec les hommes qu'il rencontre, et à offrir des fleurs aux femmes. Il est le seul résident permanent à avoir peur de Gregory.
Doublé par Roger Rhodes (version anglaise) et par Yoshiyuki Kouno (version japonaise)
TV Fish : Une carcasse de poisson volant dans les airs, dont le crâne st remplacé par une télévision. Il peut traverser les murs comme un fantôme, mais il ne sais pas parler. La réception est généralement mauvaise, et le programme bizarre, car il capte les souvenirs du spectateur... À part pendant une courte période d'essai, il est nécessaire de posséder le Gregory Cable pour la capter. Il semble qu'il en existe de nombreux exemplaires, dont certains diffusent plutôt les images d'une caméra conçue pour.
```
Public Phone
 : Un faux téléphone, assez bon 
imitateur
, qui utilise ses talents et son apparence pour extorquer de l'argent à la première personne venue, s'échappant après que l'utilisateur ait vidé son portefeuille.
```

Prompter : Petits hommes vêtus de noir qui semblent faire fonctionner l'envers du décor de la Gregory House. On ne les entends jamais parler et ils semblent être très nombreux.
Cactus Girl : La petite sœur de Cactus Gunman. Complètement dévouée à son frère, elle le considère comme ce qu'il pense être, même si elle lui reproche souvent ses bêtises. Elle est habillée comme lui et est bien plus douée, surtout au lasso. Elle est infirmière avec Catherine dans la quatrième saison.
Doublée par Carol Ann Day (version anglaise)et par Mikako Sato (version japonaise)
Clock Master et My Son : un homme ressemblant à une horloge, et son fils. Ils ont le pouvoir de contrôler le temps, mais Clock Master est trop vieux et porté sur la boisson pour le faire correctement, et My Son est encore trop jeune. 
Clock Master est doublé par Zane Sampson (version anglaise) et par Jin Yamanoi (version japonaise). My Son est doublé par Brett Bauer (version anglaise) et par Maiko Itou (version japonaise)
Roulette Boy : un garçon au visage rouge, avec une roulette sur la tête (ce qui pourrait expliquer pourquoi il bave tout le temps). Il adore jouer à des jeux pour tester la chance des concurrents, et les perdants se font écraser ou électrocuter (entre autres). Pour avoir son âme, trouvez le dé dans le couloir et parlez-lui. Vous jouerez alors à un jeu. Gagnez et il vous donnera son âme. Doublé par Mariette Sluyter (version anglaise) et par Yoko Asada (version japonaise)
horror show : il fait apparaître une case de jeu de l'oie sous vos pieds, et vous vous faites écraser par un poids.
Judgment Boy Gold. le chef des Judgment Boys. Il les entraine pour le jugement final, le vôtre! répondez correctement aux cinq questions sur les pensionnaires (elle change à chaque partie) et vous aurez la dernière âme. Doublé par Sean Brodhurst (version anglaise) 
Angel/Devil Dog: une petite chienne qui peut montrer soit le visage d'un adorable petit ange, soit celle d'un petit diable, selon son caprice. Bbavarde, elle parle à tout le monde des derniers cancans, ou répond des mauvaises rumeurs sur les autres. Elle est aussi narcissique (on peut voir des photos d'elle même dans sa chambre. Elle parle parfois à neko zombie. Elle hait Gregory et se dispute toujours avec lui. Son âme est la plus dure à avoir : il faut prendre le livre coquin et le donner à Gregory. Il ira alors le lire sans faire le ménage. Mettez-vous alors, vers 18h, dans la salle de la télé et cachez-vous derrière le canapé (il est très risqué d'attendre dehors car Catherine et mummy papa y sont. Elle laissera son âme sur la table. Prenez-la. horror show : ici, la « torture » n'est que suggérée et laisse planer le doute. Angel vous invite à traverser la porte pour vous aider. Mais une fois la porte fermée, on la voie se transformer en devil dog. Doublée par Jennifer Lynn Bain (version anglaise)
Gregory Mamma : une vieille sorcière très cruelle qui capture des âmes pour être immortelle et belle. C'est le boss de fin. Esquivez ses coups. Quand elle reprendra son souffle, placez-vous près de la porte et évitez la boule de feu. La porte finira par céder. Fuyez. Doublée par Michelle Armeneau (version anglaise)